# Hannes Brinkborg
Hannes Brinkborg, född 1978, är en volleyboll- och beachvolleyspelare som avslutat sin spelarkarriär. Han var en del av både landslag i volleyboll och beachvolleyboll.
Brinkborg växte upp på Gotland och började spela volleyboll på högstadiet. Han var mycket duktig även i basketboll, men valde att satsa på volleyboll genom att välja riksidrottsgymnasiet Ållebergsgymnasiet i Falköping när den tiden kom.[källa behövs]
Efter gymnasiet gick han till Sollentuna VK (samt studier vid KTH), där han snabbt blev en etablerad elitspelare som låg i toppen av blockligan. Han spelade 65 landslagskamper och kapten i landslaget fram till herrlandslagets uppehåll.
Han spelade som utlandsproffs i VC Maaseik och CV Malaga i början av 2000-talet, samt spelade under tiden emellan proffsäventyren åter i Sollentuna. Han började 2006 spela beachvolleyboll, och skrev i inomhussammanhang hösten 2006 på för moderklubben Team Gotland Volleyboll i division 1. 
I beachvolleyboll har han spelat tillsammans med Mike Fredriksson (2000-2002), Mattias Magnusson (2002-2006), Björn Berg (2006-2008) och Stefan Gunnarsson (2008-2013).
Brinkborg vann tillsammans med Mattias Magnusson SM i beachvolleyboll 2003. Hannes spelade på World Tour i beachvolleyboll mellan 2002 och 2013. Tillsammans med Björn Berg bildade 2006-2008 ett par med mål att ta sig till OS 2008, vilket de misslyckades med. Brinkeborg utsågs vid flera tillfällen till Sveriges bästa beachvolleybollspelare. Totalt deltog han vid 3 EM och 2 VM i beachvolleyboll. Han avslutade sin spelarkarriär i januari 2014 då han blev landslagschef vid Svenska volleybollförbundet. Han spelade dock för Gotland vid Internationella öspelen 2017 där han tillsammans med Viktor Jonsson vann guld i beachvolleybollturneringen och var med i det gotländska laget som kom fyra inomhus.